# Lina Meittinger
Lina Meittinger (* 18. November 1856 in Pasing; † 10. August 1928 in München) war eine deutsche Schauspielerin und Soubrette.

## Leben
Lina Meittinger stand bereits als Achtjährige bei der Eröffnung des Münchner Aktientheaters, Vorläufer des heutigen Staatstheater am Gärtnerplatz, auf der Bühne. Von 1877 bis 1927 gehörte sie dem Ensemble des Münchner Theaters an. Dort war sie überwiegend in komischen Rollen zu sehen:
"Ihre große Zeit begann um 1880 mit der Blüte des oberbayerischen Volksstücks. In Ganghofers 'Hergottschnitzer' spielte sie das Reserl, in der 'Zwiderwurzn' die Stasi und vor allem die Loni in 'Jägerblut'. Auch die Josefa in Anzengrubers 'Viertem Gebot' soll nicht vergessen sein. Neun Jahre lang nahm die Künstlerin unter Max Hofpauers Leitung an den ruhmreichen Gastspielreisen der 'Münchner' teil und kam dabei weit in der Welt herum. Nach ihrer Rückkehr an das Gärtnertheater eröffnete sich für sie seit 1900 ein dankbares Feld auf dem Gebiet ebenso der feinkomischen wie der derbkomischen Alten. Da ist ihre Erzieherin Mirabella aus dem "Zigeunerbaron" zu nennen, ebenso ihre Hofmeisterin in Aschers Operette "Hoheit tanzt Walzer". Diese Rolle, eine ihrer Glanzleistungen, hatte sie schon bei der Premiere 1913 kreiert. Und sie hatte selbst gewünscht, sie zu ihrem 50-jährigen Bühnenjubiläum 1920 wieder zu spielen." (Bayerisches Staatstheater am Gärtnerplatz, 1965, S. 102).
Lina Meittinger hatte auch in einigen Spielfilmen mitgewirkt: "Opfer des Lasters" (1919), "Kaiserin Elisabeth von Österreich", darin spielte sie die Mutter der legendären Kaiserin, und "Valencia, Du schönste aller Rosen" (1927). Im Bayerischen Staatsschauspielhaus unternahm sie einige Versuche im ernsten Fach, wenngleich mit wenig Erfolg, denn das Münchner Publikum liebte sie nur als Komikerin.

## Grabstätte
Als das "Münchner Urgestein" wenige Tage nach ihrem Tod auf dem Alten Südfriedhof von München beerdigt wurde, folgte eine unübersehbare Trauergemeinde dem Sarg. Die Grabstätte von Lina Meittinger befindet sich auf dem Alten Südlichen Friedhof in München (Gräberfeld 26 – Reihe 3 – Platz 18).

## Ehrungen
Heute erinnert in München-Laim die Lina-Meittinger-Straße an die beliebte Künstlerin.

## Filmografie
- 1921: Kaiserin Elisabeth von Österreich
- 1921: Dämon Liebe
- 1927: Valencia

## Weblink
- Lina Meittinger bei IMDb

| Personendaten    | Personendaten                         |
| ---------------- | ------------------------------------- |
| NAME             | Meittinger, Lina                      |
| KURZBESCHREIBUNG | deutsche Schauspielerin und Soubrette |
| GEBURTSDATUM     | 18. November 1856                     |
| GEBURTSORT       | Pasing                                |
| STERBEDATUM      | 10. August 1928                       |
| STERBEORT        | München                               |